# Gerben Silvis
Gerben Silvis (Barendrecht, 6 januari 1976) is een voormalig Nederlands waterpolospeler.
Gerben Silvis nam als waterpoloër eenmaal deel aan de Olympische Spelen, in 2000. Hij eindigde met het Nederlands team op de elfde plaats. Tijdens zijn professionele waterpolocarrière speelde Silvis voor Elcotroni Catania (Italië), ONN Nice (Frankrijk) en POAK Saloniki (Griekenland). In de Nederlandse competitie speelde Silvis voor ZPB Barendrecht waar hij vanaf zijn vijftiende in het eerste speelde.
Marco Booij · 
Bjørn Boom · 
Bobbie Brebde · 
Matthijs de Bruijn · 
Arie van de Bunt · 
Arno Havenga · 
Bas de Jong · 
Harry van der Meer · 
Gerben Silvis · 
Kimmo Thomas · 
Eelco Uri · 
Niels Zuidweg